# دهستان چهل‌شهید
دهستان چهل شهید شهرستان رامسر، دهستانی از توابع بخش دالخانی شهرستان رامسر در استان مازندران است.
نام این دهستان برگرفته از بقعه‌ای کوچک و گورستانی عظیم معروف به چهل شهید است. چنانچه گفته می‌شود این افراد در یک روز کشته شده‌اند. ظاهراً این کشتار دسته جمعی یادآور جنگی است که درپای قلعه مارکو در اعصار گذشته اتفاق افتاده‌است.

## جمعیت
جمعیت این دهستان بر اساس سرشماری مرکز آمار ایران در سال ۱۳۹۵ برابر ۹۴۶۲ نفر (۳۲۲۸ خانوار) بوده‌است.